# Татоеба
Татоеба (яп. 例えば, «Наприклад») — інтернет-платформа для збирання прикладів речень (та їх перекладів) усіма мовами світу. Вживає метод краудсорсингу. Ресурс для самонавчання та утворення розмовників на базі вільного вмісту.
Заснована у 2006 році. Станом на березень 2019 року налічувала 333 мовних розділи, надаючи 48 мов інтерфейсу.
У 2019 році загальна кількість прикладів на платформі досягла 7 мільйонів (з них близько 135 тисяч українською мовою).
Як вказують порядкові номери кожного речення, деякі із внесків було видалено (через визнання їх повторюваннями, машинним перекладом або порушеннями принципу «речення, а не слова чи словосполучення»).
До кожного речення можна додати аудіо варіант (саме через це правила Татоеба забороняють вжиток на письмі пояснювальних варіантів у дужках). Але, оскільки запис аудіо на Татоеба — порівняно складна процедура, фонд прикладів цього типу поповнюється значно повільніше.